# Zeta Persei
ζ Persei (Zeta Persei) ist ein im Sternbild Perseus gelegener Überriese der Spektralklasse B1. Mit einer scheinbaren Helligkeit von 2,88m ist er das hellste Mitglied der etwa 960 Lichtjahre von der Sonne entfernten Perseus-OB2-Assoziation.
Nach den im Dezember 2020 veröffentlichte Auswertungen der Parallaxen-Messungen der Raumsonde Gaia beträgt die Distanz von ζ Persei zur Erde etwa 850 Lichtjahre; allerdings ist diese Entfernungsbestimmung mit einer großen Messunsicherheit verbunden. Im Jahr 1997 publizierte Messungen der Vorgängermission Hipparcos führen zu einer Entfernung von ζ Persei von circa 980 Lichtjahren. ζ Persei ist ein Doppelstern und besitzt damit einen gravitativ gebundenen, 9.16m hellen Begleiter B, der als ALS 18058 katalogisiert ist und am Firmament in 12,9 Bogensekunden Distanz vom Hauptstern steht. Dieser Begleiter ist ein Hauptreihenstern der Spektralklasse B8; sein Abstand zur Hauptkomponente, die er umläuft, beträgt mindestens 3900 Astronomische Einheiten. Den Messungen von Gaia zufolge ist der Begleiter etwa 900 Lichtjahre von der Erde entfernt.

## Geschichte
Bei den arabischen Beduinen gehörte der Stern ζ Persei zusammen mit dem benachbarten Stern Atik (ο Persei) zum Schulterblatt al-atiq des Asterismus Thurayya.